# Луиза Изабела фон Кирхберг
Луиза Изабела Александра Августа Хенриета Фридерика Мария фон Кирхберг (на немски: Louise Isabella Alexandra Augusta Henriette Friederike Maria von Kirchberg; * 29 април 1772, Хахенбург; † 6 януари 1827, Виена) е бургграфиня от Кирхберг, графиня на Сайн-Хахенбург и чрез женитба княгиня на Насау-Вайлбург (1788 – 1816).

## Биография
Тя е дъщеря на бургграф Вилхелм Георг фон Кирхберг (1751 – 1777), граф фон Сайн-Хахенбург, и съпругата му принцеса Изабела Августа Ройс-Грайц (1752 – 1824), дъщеря на княз Хайнрих XI Ройс-Грайц и графиня Конрадина Елеонора Ройс-Кьостриц (1719 – 1770), дъщеря на граф Хайнрих XXIV фон Ройс-Кьостриц.
Луиза Изабела фон Кирхберг умира на 6 януари 1827 г. във Виена на 54 години и е погребана във Вайлбург.

## Фамилия
Луиза Изабела фон Кирхберг се омъжва на 31 юли 1788 г. в Хахенбург за княз Фридрих Вилхелм фон Насау-Вайлбург (1768 – 1816), син на княз Карл Христиан фон Насау-Вайлбург (1735 – 1788) и съпругата му Каролина Оранска-Насау-Диц (1743 – 1787). Те имат четири деца:
- Вилхелм Георг Август Белгикус (1792 – 1839), херцог на Насау (1816 – 1839), женен I. на 24 юни 1813 г. в Хилдбургхаузен за принцеса Луиза фон Саксония-Хилдбургхаузен (1794 – 1825), II. на 23 април 1829 в. в Щутгарт за принцеса Паулина фон Вюртемберг (1810 – 1856)
- Августа Луиза Вилхелмина (1794 – 1796)
- Хенриета Фредерика Александрина (1797 – 1829), омъжена на 17 септември 1815 г. във Вайлбург за ерцхерцог Карл Австрийски (1771 – 1847), херцог на Тешен
- Фридрих Вилхелм (1799 – 1845), женен за Анна Едле фон Валгемаре, графиня на Тифенбах (1802 – 1864)